# Gino Strada
Pour les articles homonymes, voir Strada.
Luigi Strada, dit Gino Strada (né le 21 avril 1948 à Sesto San Giovanni et mort le 13 août 2021 à Honfleur) est un chirurgien italien, fondateur de l’ONG Emergency.

## Biographie
Gino Strada est le chef de l’organisation extraparlementaire estudiantine de gauche Mouvement des Étudiants (Movimento Studentesco) de l’Université de Milan. Il a obtenu sa maîtrise en médecine à Milan et s’est spécialisé en chirurgie d’urgence.
Il se consacre ensuite au métier de chirurgien de guerre en fondant en 1994  l’O.N.G. Emergency, une association humanitaire internationale pour la réhabilitation des victimes de guerre et des mines terrestres. Emergency fournit de l’aide médicale dans les zones de guerre (Irak, Afghanistan, Soudan, Sierra Leone, Cambodge, Rwanda).
En 2006 lors de l’élection présidentielle italienne il obtient des voix dans les trois premiers scrutins.
En mars 2007, lors de la prise d’otages en Afghanistan du journaliste du quotidien La Repubblica, Daniele Mastrogiacomo, Strada joue un rôle important dans les négociations avec les Talibans, grâce à la confiance gagnée auprès des populations locales.
Gino Strada meurt à 73 ans, le 13 août 2021 alors qu’il était en vacances à Rouen.

## Distinctions
- 1994 : Prix Herlitzka de l’Académie des sciences de Turin[4]
- 1999 : Prix Viareggio-Versilia[5]
- Un astéroïde découvert en 2006 porte son nom (248908) Ginostrada[6].
- En octobre 2015, il reçoit le Right Livelihood Award –  Prix Nobel alternatif – « pour sa grande humanité et sa capacité à délivrer des services médicaux et chirurgicaux d’excellence aux victimes des conflits et de l'injustice, tout en dénonçant les causes de la guerre »[2],[7].
- 2016 : Prix Martinetto de l’Académie des sciences de Turin[8]
- 2017 : Prix Sunhak pour la paix[9]